# DJ Subroc
DJ Subroc (3 августа 1973 — 23 апреля 1993) хип-хоп музыкант, участник KMD, Constipated Monkey и Monsta Island Czars. Его первая группа (KMD была сформирована им, его братом Zev Love X (MF Doom) и Jade 1, позднее известным как Rodan, а также как Onyx the Birthstone Kid. Их Первый релиз это LP, Mr.Hood, вышедший на Elektra Records, в 1991. Всё было спродюсировано Subroc под именем KMD, несмотря на то, что он был несовершеннолетним к выходу альбома. Последовало сотрудничество с исполнителями 3rd Bass, MF Grimm, Megalon aka Tommy Gunn, Kurious Jorge, и Zev Love X, позже известный как MF DOOM. Dumile умер в 1993, будучи сбитым машиной, при попытке перейти шоссе Лонг-Айленд-Экспрессуэй. Его смерть приостановила работу над альбомом Black Bastards, готовым наполовину; однако, он все таки был издан в 2001 году. Многие люди считают что там звучат только инструменталы MF DOOM, однако «Peach Extract», «Hands Of Doom», «Rainblood» (Pt.1 & 2), «Hoe Cakes» и «Scientific Civilization» действительно последние работы DJ Subroc.